# Titularbistum Forum Popilii
Forum Popilii (ital.: Forlimpopoli) ist ein Titularbistum der römisch-katholischen Kirche.
Es geht zurück auf ein früheres Bistum in der Gemeinde Forlimpopoli in der italienischen Region Emilia-Romagna.
| Titularbischöfe von Forum Popilii |                           |                                                |                   |                  |
| Nr.                               | Name                      | Amt                                            | von               | bis              |
| 1                                 | Benvenuto Matteucci       | Apostolischer Administrator von Pisa (Italien) | 15. August 1968   | 2. Januar 1971   |
| 2                                 | John Joseph Snyder        | Weihbischof in Brooklyn (USA)                  | 13. Dezember 1972 | 2. Oktober 1979  |
| 3                                 | Stanisław Stefanek        | Weihbischof in Stettin-Cammin (Polen)          | 4. Juli 1980      | 26. Oktober 1996 |
| 4                                 | Marek Jędraszewski        | Weihbischof in Posen (Polen)                   | 17. Mai 1997      | 11. Juli 2012    |
| 5                                 | Robert Herman Flock Bever | Weihbischof in Cochabamba (Bolivien)           | 31. Oktober 2012  | 4. November 2016 |
| 6                                 | Robert Fisher             | Weihbischof in Detroit (USA)                   | 23. November 2016 |                  |